# Colette Savary-Davaine
Pour les articles homonymes, voir Savary et Davaine.
Colette Savary-Davaine, née dans le Nord-Pas-de-Calais, est une coureuse cycliste française.

## Biographie
Colette Savary-Davaine est triple championne de France de vitesse (1975, 1977 et 1979) et a accumulé dans cette compétition national treize podiums entre 1967 et 1979, elle est aussi vice-championne de France sur route en 1978.
Elle est aujourd'hui propriétaire de l'enseigne Au Jardin Fleuri - Boulanger Janine à Biache-Saint-Vaast dans le Nord-Pas-de-Calais.

## Palmarès sur route
- 1978
  - 2e du championnat de France sur route

## Palmarès sur piste

### Championnats nationaux
- 1967
  - 2e de la vitesse
- 1968
  - 2e de la vitesse
- 1969
  - 3e de la vitesse
- 1970
  - 3e de la vitesse
- 1971
  - 2e de la vitesse
- 1972
  - 2e de la vitesse
- 1973
  - 2e de la vitesse
- 1974
  - 2e de la vitesse
- 1975
  -  Championne de France de vitesse
- 1976
  - 2e de la vitesse
- 1977
  -  Championne de France de vitesse
- 1978
  - 2e de la vitesse
- 1979
  -  Championne de France de vitesse